# Oediblemma
Oediblemma là một chi bướm đêm thuộc họ Noctuidae.